# Diocese de Tula
A Diocese de Tula (em latim: Dioecesis Tullanensis) é uma diocese da Igreja Católica localizada no município de Tula, no estado de Hidalgo, pertencente a Arquidiocese de Tulancingo no México. Foi fundada em 27 de fevereiro de 1961 pelo Papa João XXIII. Com uma população católica de 516.000 habitantes, sendo 83,2% da população total, possui 49 paróquias com dados de 2021.

## História
Em 27 de fevereiro de 1961 o Papa João XXIII cria a Diocese de Tula através dos territórios da Diocese de Tulancingo e da Arquidiocese da Cidade do México. Em 2006 a Diocese de Tula tem sua província eclesiástica alterada, passando da Cidade do México para Tulancingo.

## Lista de bispos
A seguir uma lista de bispos desde a criação da diocese em 1961.
|                | Nome                              | Período        | Notas                                   |
| Bispos de Tula | Bispos de Tula                    | Bispos de Tula | Bispos de Tula                          |
| -------------- | --------------------------------- | -------------- | --------------------------------------- |
| 4º             | Juan Pedro Juárez Meléndez        | 2006 - atual   |                                         |
| 3º             | Octavio Villegas Aguilar          | 1994 - 2005    | Nomeado bispo auxiliar de Morelia       |
| 2º             | José Trinidad Medel Pérez         | 1986 - 1993    | Nomeado arcebispo de Durango            |
| 1º             | José de Jesús Sahagún de la Parra | 1961 - 1985    | Nomeado bispo de Ciudad Lázaro Cárdenas |